# Lieberův kodex

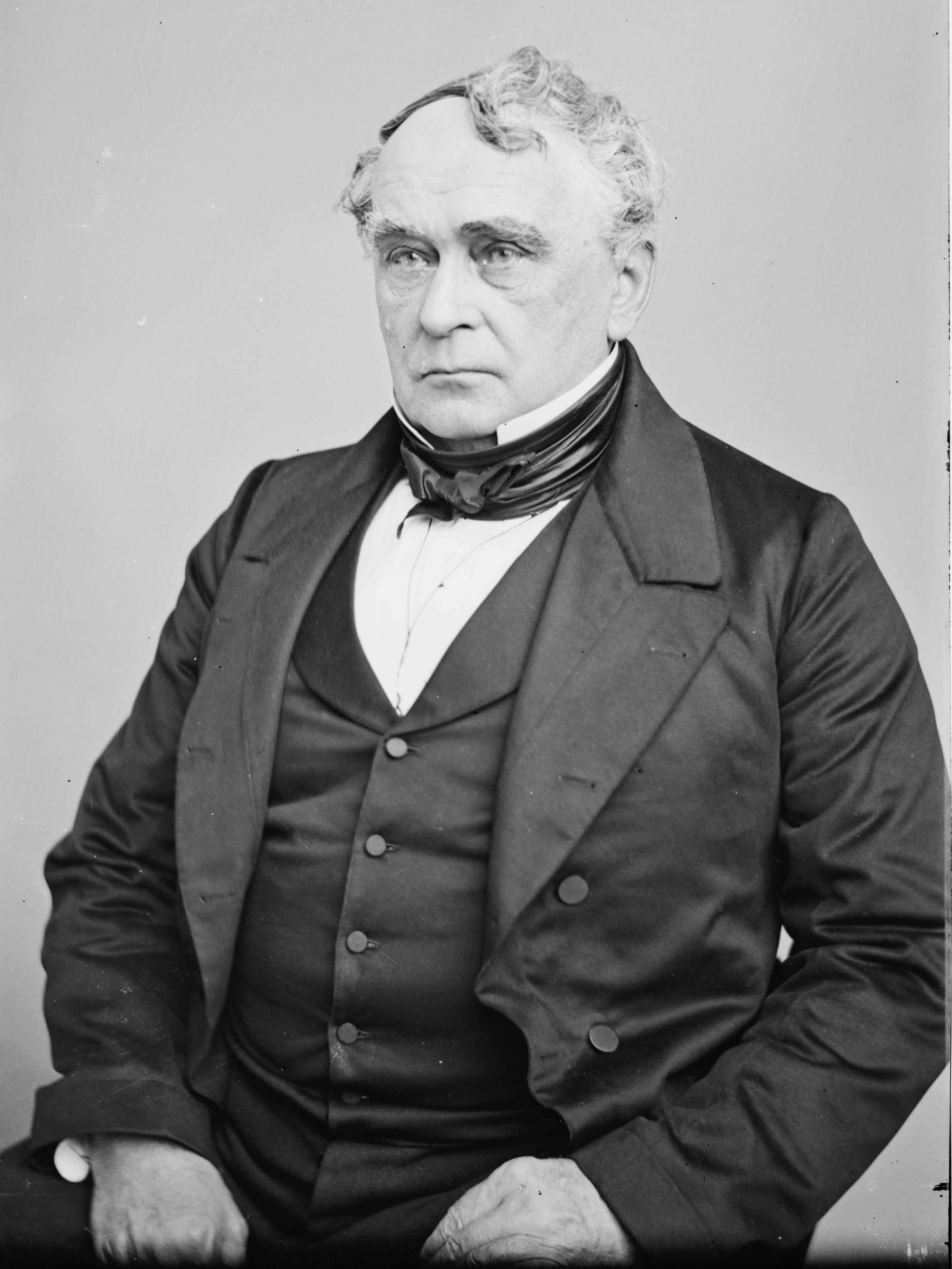
Francis Lieber, autor kodexu

Lieberův kodex (anglicky Lieber Code), oficiálně Všeobecný rozkaz č. 100: Pokyny pro řízení armád Spojených států v poli (anglicky The General Orders No. 100: Instructions for the Government of the Armies of the United States in the Field) byl rozkaz vydaný 24. dubna 1863 prezidentem USA Abrahamem Lincolnem, který implementoval souhrn pravidel vedení války vypracovaný pro potřeby armády právníkem Francisem Lieberem. Byl určen pro vojáky Severu, kteří bojovali v americké občanské válce. Šlo o první pokus kodifikovat nepsaná pravidla a zvyklosti ozbrojených konfliktů. Tento dokument sice neměl charakter mezinárodní smlouvy, platil jen na území Spojených států, ale výrazně ovlivnil vznik mezinárodního humanitárního práva.
Na konci 19. století byl Lieberův kodex prvním moderním kodifikovaným souborem zvykového mezinárodního práva a válečného práva Evropy a výrazně ovlivnil pozdější Ženevské a Haagské úmluvy.

## Ustanovení
Ustanovení Lieberova kodexu se zabývají praktickými aspekty okupace nepřátelského území, stanného práva, vojenské jurisdikce, a zacházení s konfederačními neregulérními bojovníky, jako jsou špióni, zběhové a váleční zajatci. V praxi vojenské justice měl velitel jednotky pravomoc k trestnímu stíhání podle Lieberova kodexu, přičemž tato velitelská pravomoc zahrnovala i možnost okamžité popravy konfederačních válečných zajatců a válečných zločinců z řad vojáků Unie. V kontextu americké občanské války Lieberův kodex vykládá pojmy vojenské nezbytnosti a humanitárních potřeb v článcích 14, 15 a 16 oddílu I:
- Vojenská nezbytnost, jak je chápána moderními civilizovanými národy, spočívá v nutnosti takových opatření, která jsou nepostradatelná k dosažení cílů války a která jsou zákonná podle moderního práva a zvyklostí války.

- Vojenská nezbytnost připouští přímé ničení života nebo těla ozbrojených nepřátel a jiných osob, jejichž zničení je v ozbrojeném boji nevyhnutelné; umožňuje zajetí každého ozbrojeného nepřítele a každého nepřítele důležitého pro nepřátelskou vládu nebo zvlášť nebezpečného pro zajímatele; dovoluje ničení majetku a blokování cest a kanálů obchodu, dopravy či komunikace a také odepření potravy či prostředků k životu nepříteli; umožňuje zabavení všeho, co nepřátelská země poskytuje a co je nezbytné pro obživu a bezpečnost armády, a také takové klamání, které neznamená porušení daného slibu nebo porušení dobré víry, pokud jde o dohody uzavřené během války nebo předpokládané podle moderního válečného práva. Lidé, kteří proti sobě ve veřejné válce pozvednou zbraně, nepřestávají být z tohoto důvodu mravními bytostmi, které nesou odpovědnost vůči sobě navzájem i vůči Bohu.
- Vojenská nezbytnost nepřipouští krutost — tedy působení utrpení pro samotné utrpení nebo z pomsty, ani zmrzačení či zranění mimo boj, ani mučení k vynucení přiznání. Nepřipouští použití jedu v jakékoli formě ani bezdůvodné zpustošení území. Připouští klamání, ale vylučuje skutky podvodu; obecně vojenská nezbytnost nezahrnuje žádný nepřátelský čin, který by zbytečně ztěžoval návrat k míru.